# Donald Runnicles
Sir Donald Runnicles (Edimburgo, 16 novembre 1954) è un direttore d'orchestra britannico.

## Biografia
Ha svolto i suoi studi a Edimburgo e a Cambridge. La sua carriera musicale è iniziata nel 1980 a Mannheim.
Nel 1989 è stato nominato Generalmusikdirektor (direttore musicale generale) a Friburgo.
Dal 1992 al 2009 è stato direttore musicale della San Francisco Opera. Dal 2001 al 2007 direttore principale della Orchestra of St. Luke's di New York.
Ha collaborazioni intense e regolari con le orchestre: Berliner Philharmoniker, Wiener Philharmoniker, Orchester der Wiener Staatsoper, Staatskapelle Dresden, The Metropolitan Opera Orchestra, Orchestra dell'Accademia Nazionale di Santa Cecilia, Symphonieorchester des Bayerischen Rundfunks, Bbc Symphony Orchestra, Orchestre de la Suisse Romande, Orchestra of San Francisco Opera.
Tra le sue incisioni discografiche sono comprese composizioni di Berg, Shostakovich, Bernstein Schreker, Wallace.

## Incarichi attuali
- dal 2001: Principal Guest Conductor (primo direttore ospite) della Atlanta Symphony Orchestra
- dal 2006: Music Director (direttore musicale) della Festival Orchestra
- dal 2009: Chief Conductor (direttore principale) della Bbc Scottish Symphony Orchestra
- dal 2009: Generalmusikdirektor (direttore musicale generale) dell'Orchester der Deutschen Oper Berlin

## Nuove produzioni operistiche recenti
- PETER GRIMES (Grand Théâtre, 28.3.2009)

## Videodiscografia essenziale
Dvd
- Benjamin Britten: "Peter Grimes", su emiclassics.com.

Sacd
- Sir Edward Elgar: "Pomp and Circumstance" March No. 4, su concordmusicgroup.com, 2007.
- Richard Wagner: Prelude and Liebestod, su concordmusicgroup.com, 2006.
- Wolfgang Amadeus Mozart: Requiem, su concordmusicgroup.com, 2005.
- Ludwig van Beethoven: 9, su concordmusicgroup.com, 2003.
- Carl Orff: Carmina Burana, su concordmusicgroup.com, 2001.
- Mozart

Cd
- Richard Wagner: "Tristan und Isolde" [collegamento interrotto], su warnerclassicsandjazz.com, 2002-2003.
- Benjamin Britten: "Billy Budd", su orfeo-international.de, 2001.
- Vincenzo Bellini: "I Capuleti e i Montecchi" [collegamento interrotto], su warnerclassicsandjazz.com, 1998.
- Christoph Willibald Gluck: "Orphée et Eurydice" [collegamento interrotto], su warnerclassicsandjazz.com, 1995.
- Engelbert Humperdinck: "Hänsel und Gretel" | Symphonieorchester des Bayerischen Rundfunks | Herkulessaal, München | 1994